# پیتر ایمسبرگر
پیتر ایمسبرگر (آلمانی: Peter Immesberger؛ زادهٔ ۱۸ آوریل ۱۹۶۰) وزنه‌بردار اهل آلمان بود.
وی در مسابقات کشوری و بین‌المللی در مجموع برندهٔ ۱ مدال برنز شده‌است.